# Parotocinclus haroldoi
Parotocinclus haroldoi — вид риб з роду Parotocinclus родини Лорікарієві ряду сомоподібні.

## Опис
Загальна довжина сягає 3,5 см. Голова доволі широка, трохи сплощена зверху. Морда у самця більш довга і гостра. Очі невеличкі. На кінці рота є маленькі вирости. Задня скронева кістка неперфорована. Тулуб подовжений, присадкуватий, вкритий кістковими пластинками. На череві є маленькі кісткові бляшки. Спинний плавець низький, довгий. Грудні та черевні плавці широкі, проте останні поступаються розмірами першим. Жировий плавець відсутній. У самців біля анального плавця присутній генітальний горбок. Хвостовий плавець витягнутий, усічений.
Забарвлення чорно-коричневе з жовтими і помаранчевими плямами. Нижня частина сірувато-жовта. Хвостовий плавець з 3 вертикальними смугами золотавого кольору. Змінює забарвлення в залежності від кольору ґрунту. Якщо останній світлий, то й забарвлення цього сома світліше.

## Спосіб життя
Є демерсальною рибою. Віддає перевагу воді, насиченій киснем. Зустрічаються в мілководних річках і струмках з піщаним дном. Злякавшись, закопується в ґрунт. Активна вдень. Живиться водоростевими обростаннями, м'якими водоростями.

## Розповсюдження
Мешкає у річках штату Піауї (Бразилія).